# Dörverden
Dörverden est une municipalité allemande du land de Basse-Saxe, située dans l'arrondissement de Verden. En 2014, elle comptait 8 961 habitants.

## Source
- (de) Cet article est partiellement ou en totalité issu de l’article de Wikipédia en allemand intitulé « Dörverden » (voir la liste des auteurs).